# Жан де Мондезир
Жан Фредерик Луцијен Пјарон де Мондезир (фр. Jean Frédéric Lucien Piarron de Mondésir; Гатчина, 13. децембар 1857 – Севријер, 11. август 1943) је био француски инжињеријски дивизијски генерал и професор Више ратне школе Војне академије у Паризу, који је током Првог светског рата предводио војну мисију на Крфу и организовао евакуацију и прихват Српске војске након Албанске голготе.

## Биографија

### Образовање и војна каријера
Родио се 13. децембра 1857. године у граду Гатчину, тада у Руској империји, где је његов отац радио на изградњи железнице од Варшаве до Санкт Петербурга. Завршио је Артиљеријско-инжењерску школу 1. октобра 1878. године и стекао чин потпоручника. У Први инжињеријски пук је распоређен октобра 1880. године. Каријеру је започео службом у Орану, лучком граду у северозападном Алжиру, тада француској колонији. Тамо је био ангажован на смиривању побуњених регија.
Наставио је школовање између 1884. и 1886. године на војној школи у Паризу, после чега је распоређен у Нант. Дана 16. априла 1892. године је постао ордонанс команданта 39. дивизије. Враћен је у инжињерију 10. јуна 1897. године и упућен на Мадагаскар, где је радио на изградњи пута. Командант батаљона је постао 21. септембра 1898. године. Постао је предавач на Вишој ратној школи Војне академије у Паризу, 5. јануара 1901. године.
У чин пуковника је унапређен 24. децембра 1909. године. Поново је враћен у Оран, 1910. године, а 1912. године је премештен у 5. поморски округ у Тулону. Унапређен је у бригадног генерала 23. децембра 1913. године. Током 1908. године је боравио у мисији у Уругвају, а за време Балканских ратова 1912-1913 године је боравио у балканским државама.

### Први светски рат
На почетку рата 1914. године, био је командант 30. пешадијске бригаде.. До 10. децембра 1915. године је био на Западном фронту, када по наређењу маршала Жозефа Жофра одлази за шефа војне мисије у Албанији, где је упућен са задатком да организује евакуацију и прихват Српске војске након Албанске голготе. Из тог времена је оставио сведочанство о познанству са регентом Александром Карађорђевићем:
Принцу се диви и воли га и последњи његов војник. Сви знају да ће ићи да освоје изгубљену отаџбину и, због тога, имају највиши морал. По мом мишљењу, Српска војска ће бити бисер Источне војске.
У Француску се вратио 3. августа 1916. године и постао командант 36. армијског корпуса. Остатак рата проводи на Западном фронту. Његове снаге су на крају рата ушле у Алзас, а он је одликован Легијом части. Потом је помагао пољског генерала Јозефа Халера да организује седам дивизија.
Преведен је у резервни састав 1919. године.

### Послератно доба
Мондезир је био почасни гост на откривању Споменика захвалности Француској на Калемегдану, 11. новембра 1930. године.

## Наслеђе
Генерал де Мондезир је своја ратна сећања оставио у књизи "Албанска голгота - успомене и ратне слике", која је на српском језику објављена 1936. и 2018. године.
На иницијативу Милована Витезовића, председника Удружења књижевника Србије, Скупштина града Београда је на својој седници 25. јула 2019. године, донела одлуку да део Улице Тадеуша Кошћушка од Париске до Цара Душана, понесе име Улица Пјарона де Мондезира.

## Дела
- Албанска голгота - успомене и ратне слике, Графичко предузеће Просвета, Београд 1936;
- Албанска голгота - успомене и ратне слике, Дерета, Београд 2018,  978-86-531-0458-0.

## Одликовања
- Кавалир Легије части (27. фебруар 1896)
- Колонијална медаља (26. децембар 1905)
- Орден академских палми (12. јул 1906)
- Ратни крст 1914-1918 са палмом (7. август 1915)
- Официр Легије части (10. април 1916)
- Командир Легије части (25. децембар 1916)
- Велики официр Легије части (28. децембар 1918)
- Орден Југословенске круне (1930)
- Орден Белог орла са мачевима
- Орден Карађорђеве звезде са мачевима